# 波根站
波根站（日语：／ Hane eki */?）是位於島根縣大田市波根町中濱，西日本旅客鐵道（JR西日本）的山陰本線車站。截至2020年3月，快速列車只有下行3班列車停站。

## 歷史
- 1915年（大正4年）7月11日 - 國鐵山陰本線小田站至石見大田站（現時為大田市站）之間開業，此站啟用[1]。為客運和貨運車站。
  - 當時車站地址為島根縣安濃郡波根東村中濱。
- 1954年（昭和29年）1月1日 - 隨著大田市（第一次）成立，車站地址為島根縣大田市波根町中濱。
- 1962年（昭和37年）10月1日 - 終止貨物起卸業務。
- 1987年（昭和62年）4月1日 - 伴隨國鐵分割民營化，車站由西日本旅客鐵道（JR西日本）營運。
- 1990年（平成2年）3月10日 - 成為無人車站[2]。
- 2005年（平成17年）10月1日 - 隨著大田市（第二次）成立，車站地址為現時位置。
- 2016年（平成28年）2月22日 - 在田儀站發生沙石流入路軌，使在平日早上臨時開設列車從站出發。[3]。

## 車站構造

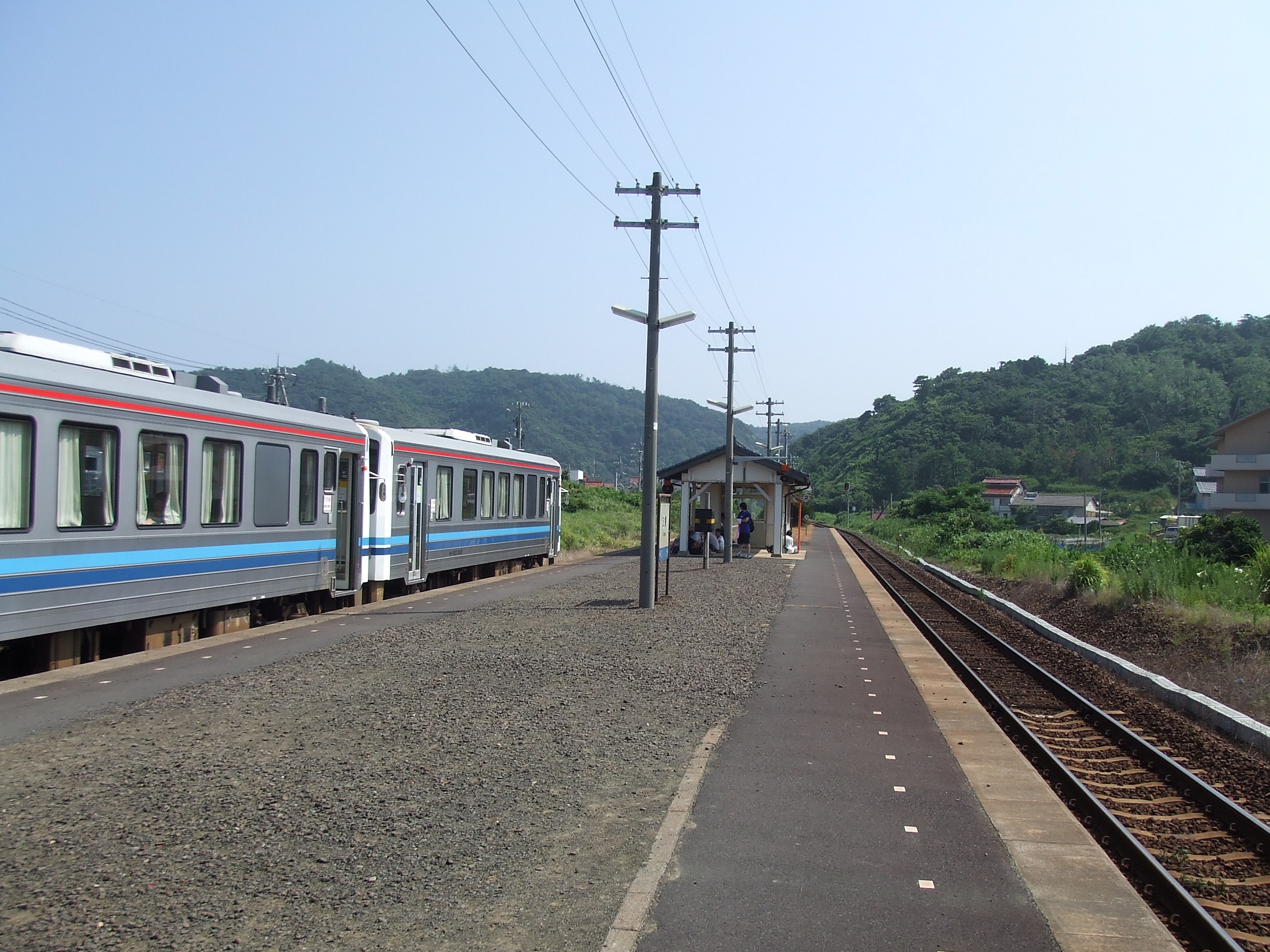
站內（2006年8月16日）

車站是一座地面車站，設有1面2線的島式月台，可進行列車交會。車站內設有站內平交道。車站靠海的一邊設有車站大樓，大樓內同時設置了自治會館。大樓內設有濕廁。
車站由濱田鐵道部管理的無人車站。車站沒有乘車站證明票發票機。

### 月台
| 月台 | 路線     | 上下行 | 方向             |
| ---- | -------- | ------ | ---------------- |
| 1・2 | 山陰本線 | 上行   | 出雲市、松江方向 |
| 1・2 | 山陰本線 | 下行   | 大田市、濱田方向 |

於車站大樓對面的2號月台為上下行本線，車站大樓旁邊的1號月台為上下副本線。月台為一線通過結構。

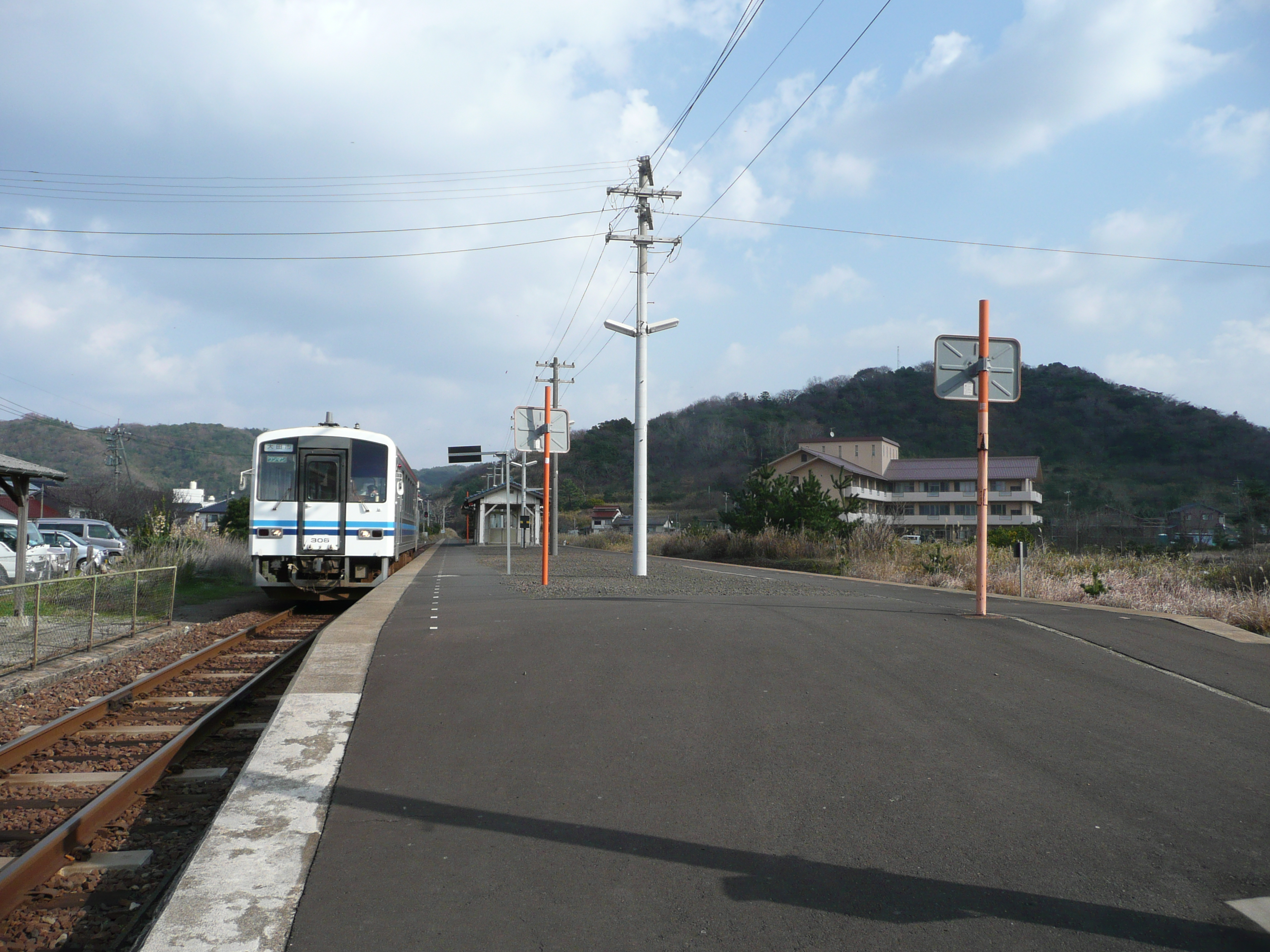
1、2號月台
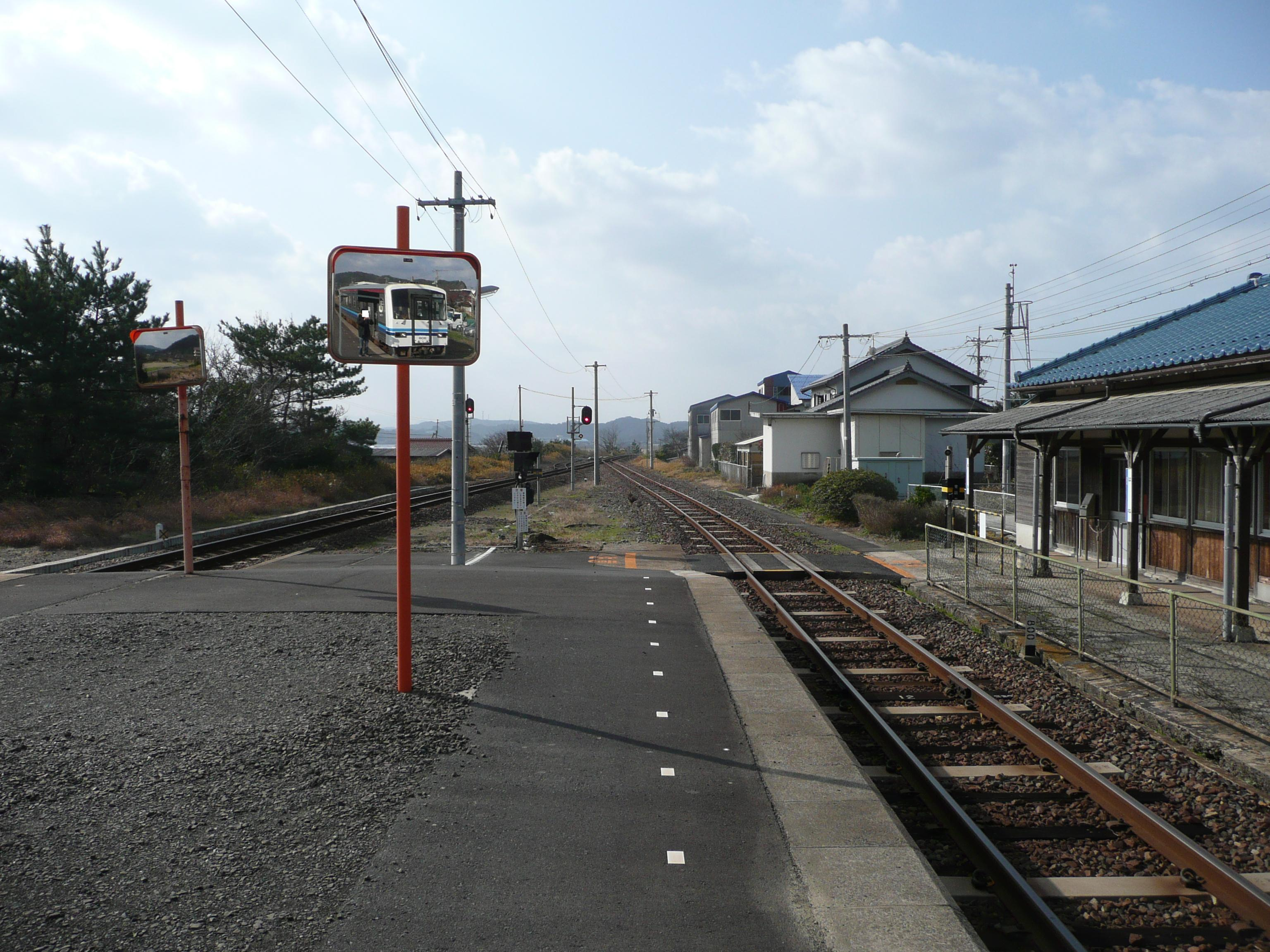
「大田市、濱田方向」月台

## 使用狀況
以下為近年1日平均乘車人次列表：
| 乘車人次變化 | 乘車人次變化    |
| 年度         | 1日平均乘車人次 |
| ------------ | --------------- |
| 1984         | 142             |
| 1994         | 94              |
| 1999         | 105             |
| 2000         | 89              |
| 2001         | 76              |
| 2002         | 61              |
| 2003         | 60              |
| 2004         | 66              |
| 2005         | 60              |
| 2006         | 61              |
| 2007         | 64              |
| 2008         | 57              |
| 2009         | 40              |
| 2010         | 39              |
| 2011         | 49              |
| 2012         | 51              |
| 2013         | 45              |
| 2014         | 48              |
| 2015         | 50              |
| 2016         | 45              |
| 2017         | 43              |

## 車站周邊

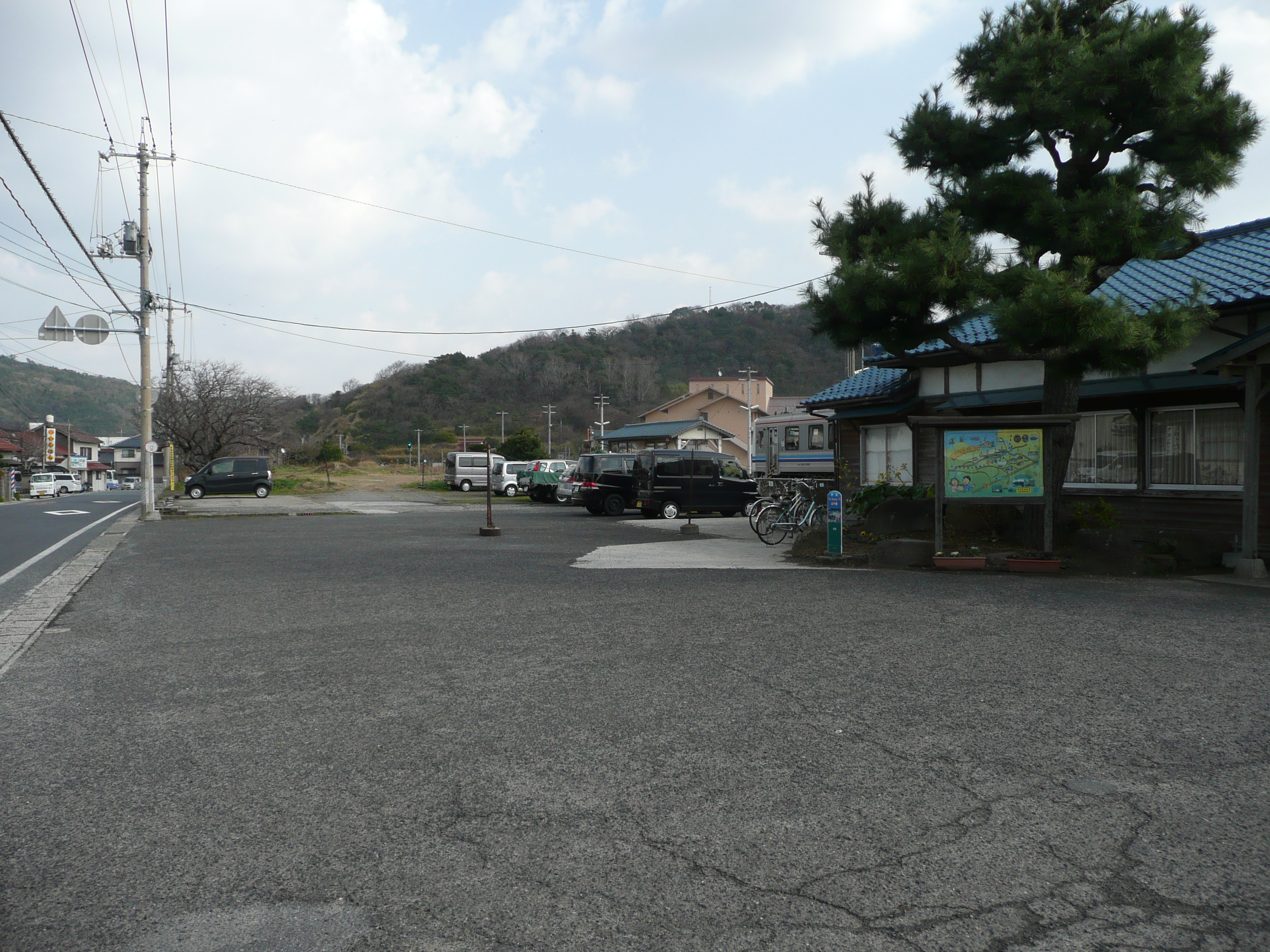
站前

- 波根海灘
- 掛戸之一本松（在此站與久手站中間。）
- 島根縣道285號波根久手線（日语：島根県道285号波根久手線）
- 國道9號
- 島根縣立農林大學
- 波根地區工業團地

## 其他
- TBS「愛之劇場（日语：愛の劇場） 砂時計」中在此站取景，劇中此站名為「江田」。

## 相鄰車站
西日本旅客鐵道
山陰本線
- 部分快速Aqua快車停車站。

田儀－波根－久手

## 注腳
1. 1 2  . 交通新聞 (交通新聞社). 2015-07-16: 4.
2. ↑  『JR気動車客車編成表』90年版 JRR 1990年 ISBN 4-88283-111-2
3. ↑    - https://www.westjr.co.jp/press/article/2016/02/page_8278.html （页面存档备份，存于）
4. ↑  島根縣統計書

## 外部連結
- 波根｜車站資訊：JR出門網 - 西日本旅客鐵道